# Universidade Solusi
Universidade Solusi é uma universidade privada confessional adventista localizada em Bulavaio, Zimbábue. Fundada em 31 de outubro de 1956 com o nome "Escola de Treinamento da Missão Solusi", é um dos centros educativos de ensino superior mais antigos do país, pioneiro no desenvolvimento da ciência e tecnologia do Zimbábue.
Em 1991, o já Colégio Superior Solusi apresentou um pedido para se tornar uma universidade privada. Em março de 1992, o Conselho Nacional de Educação promoveu a vistoria de acreditação ao Colégio Superior Solusi. Em julho de 1994 foi autorizada a expedição da carta para estabelecer a Universidade Solusi. Em 4 de maio de 1995, o Presidente Robert Mugabe finalmente expediu a Carta de autorização da Universidade Solusi, tornando-a a primeira instituição privada do tipo no país.